# Estebanía
Estebanía es un municipio de la República Dominicana, que está situado en la provincia de Azua.

## Creación
En el año 1982, mediante Ley número 55 de fecha 29 de noviembre, el entonces presidente Salvador Jorge Blanco creó el Distrito Municipal de Estebania dentro de la provincia de Azua. Para el año 2001 a través de la Ley número 190-01 de fecha 24 de noviembre de 2001, queda elevada a la categoría de municipio. 
Para justificar su cambio de categoría, el congreso nacional argumentó en la ley 

Que   el   Distrito   Municipal   de   Estebanía,   del municipio   de   Azua,   provincia   de   Azua,   ha   alcanzado   un   notable   desarrollo socioeconómico,  con  una  población  que  se  estima  en  más  de  17,000  habitantes  y  una extensión superficial de aproximadamente 62,500 tareas de tierras

## Límites
Municipios limítrofes:
|                       | Norte: Guayabal y San José de Ocoa |                                      |
| Oeste: Peralta y Azua |                                    | Este: San José de Ocoa y Las Charcas |
|                       | Sur: Mar Caribe y Las Charcas      |                                      |

## Distritos municipales
Está formado por el distrito municipal de:
| Nombre    | Código   |
| --------- | -------- |
| Estebanía | 05021001 |